# Потрійна туманність
Потрійна туманність (Мессьє 20, NGC 6514, трироздільна туманність, англ. Trifid Nebula) — борозенчаста емісійна туманність в сузір'ї Стрільця. Назву туманності запропонував Вільям Гершель і вона означає «розділена на три пелюстки».
Відкрита Шарлем Мессьє 5 червня 1764. Точна відстань до неї невідома, за різними оцінками може становити від 2 до 9 тис. світлових років. Ширина — близько 50 світлових років. Представлена одразу трьома основними типами туманностей — емісійною (рожевий колір), відбиваючою (блакитний колір) і поглинальною (чорний колір). Темні волокна пилу, які оздоблюють потрійну туманність, сформувалися в атмосферах холодних зірок-гігантів.

## Природа туманності
Туманність є молодою областю зореутворення в молекулярній CO-хмарі. Власне туманність є областю H II іонізованого водню, яка утворилася навколо зірки HD 164492A спектрального класу O7, флуоресценція іонізованого водню обумовлює рожевувате світіння південної частини туманності. Радіус цієї області туманності становить ~ 2 пк, і вік 3-4 × 10 5 років (оцінка залежно від розміру та віку областей H II). На спектр іонізованого водню накладається суцільний спектр центральної зірки, відбитий пилом: концентрація пилу росте в південно-західному напрямку, де фронт іонізації — межа області HII змикається з масивною (понад 1300 сонячних мас) молекулярною хмарою. Спостереження в інфрачервоному діапазоні цієї хмари показали наявність у ньому конденсацій (TC2, TC3 і TC4) протозіркового типу з масами до 90 сонячних (TC3).
Північна частина туманності є відбиваючою туманністю, тобто її блакитне випромінювання обумовлене розсіюванням випромінювання зовнішніх щодо неї зірок на її пилових компонентах, зірки — джерела «підсвічування» в наш час (2013) не встановлені.

## Спостереження

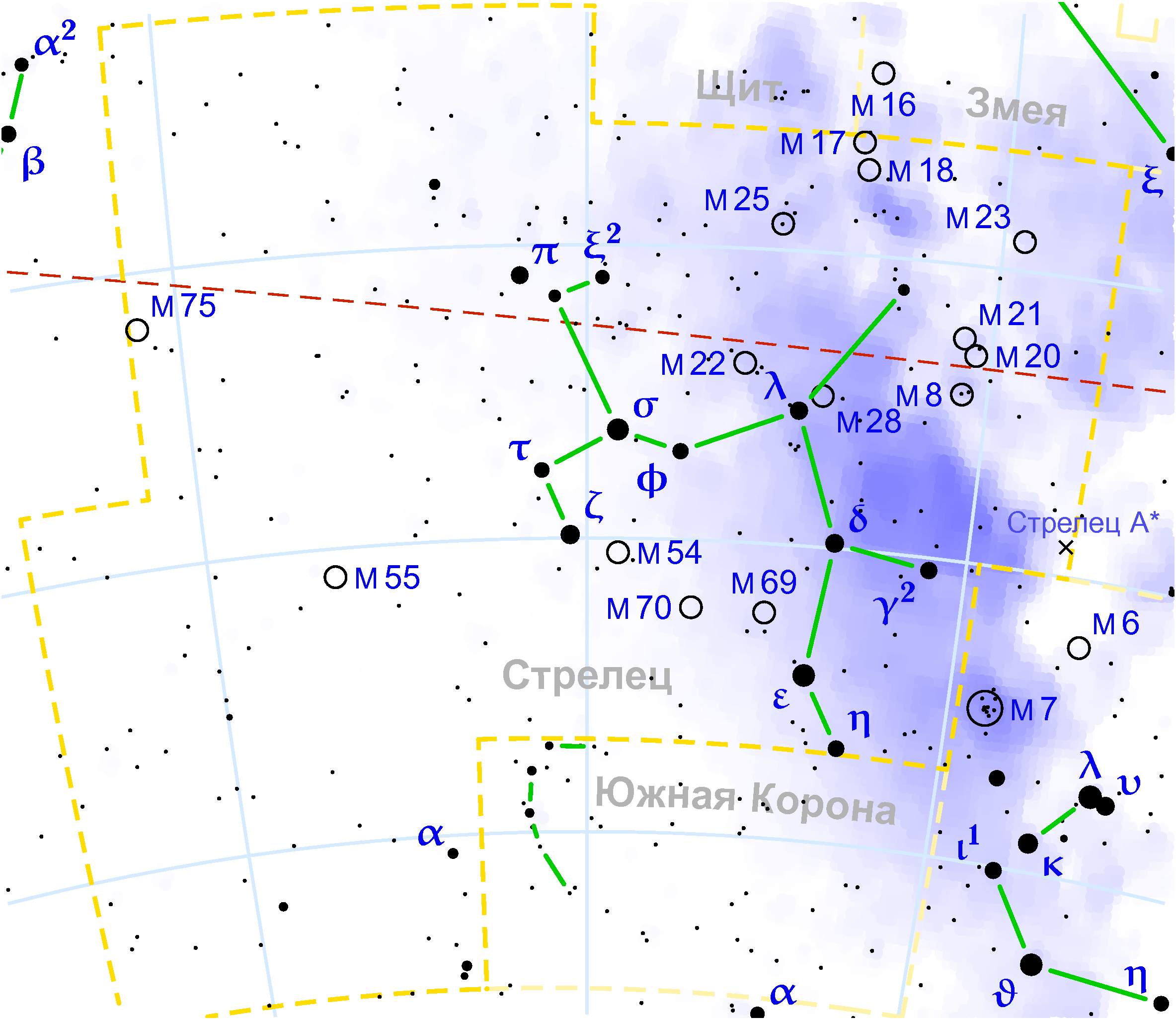
Потрійна туманність у сузір'ї Стрільця

Це одна із найцікавіших туманностей літнього південного неба для аматорських спостережень у телескоп середньої та великої апертури (від 150 мм). Якщо в польовий бінокль трохи північніше «Лагуни» її видно тільки як непоказну плямочку, то у великий аматорський телескоп на хорошому безмісячному небі цю туманність можна розглядати нескінченно. Поступово очі адаптуються і вихоплюють все нові і нові подробиці.
Спочатку привертає до себе увагу пара зірок прямо в центрі яскравої частини туманності. Потім стає видно, що туманність ніби розірвана темним провалом на двоє. Потім стає видно темну перетинку над головним розривом, темна лінія набуває Т-подібної форми і стає зрозуміло, звідки пішла назва туманності. При уважному вивченні і якщо пощастить з місцем спостереження, можна побачити, що насправді темні лінії ділять тіло туманності на чотири частини, а на північний схід від головної туманності розташувалася ще одна, але менш яскрава.
Дуже допомагає в спостереженнях Потрійної туманності «діпскай»-фільтр (UHC, O  III ), він надає зображенню туманності більшого контрасту і візуально збільшує її розміри. Щоправда, разом з фоном і зірками він гасить і сусідню відбиваючу туманність.

### Сусіди по небу з каталогу Мессьє
- M21 — (трохи на північ) невелике розсіяне скупчення;
- M8 — (трохи на південь) велика туманність «Лагуна», вона яскравіша, але має не такий контрастний малюнок;
- M28 і M22 — два кулястих скупчення на схід;
- M24 — (на північ) фрагмент Чумацького Шляху;
- M6 і M7 — (на південний захід) пара багатих розсіяних скупчень у Скорпіоні.

### Послідовність спостереження в «Марафоні Мессьє»
… М25 → М8 →М20 → М21 → М7 …

## Зображення

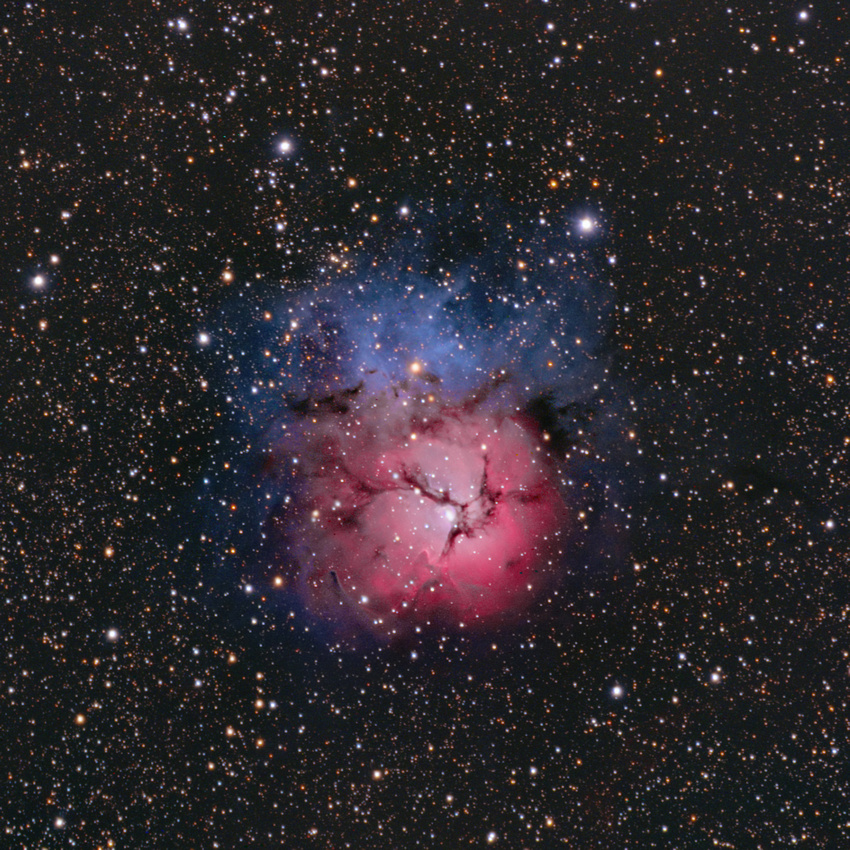
M20 з аматорського телескопа
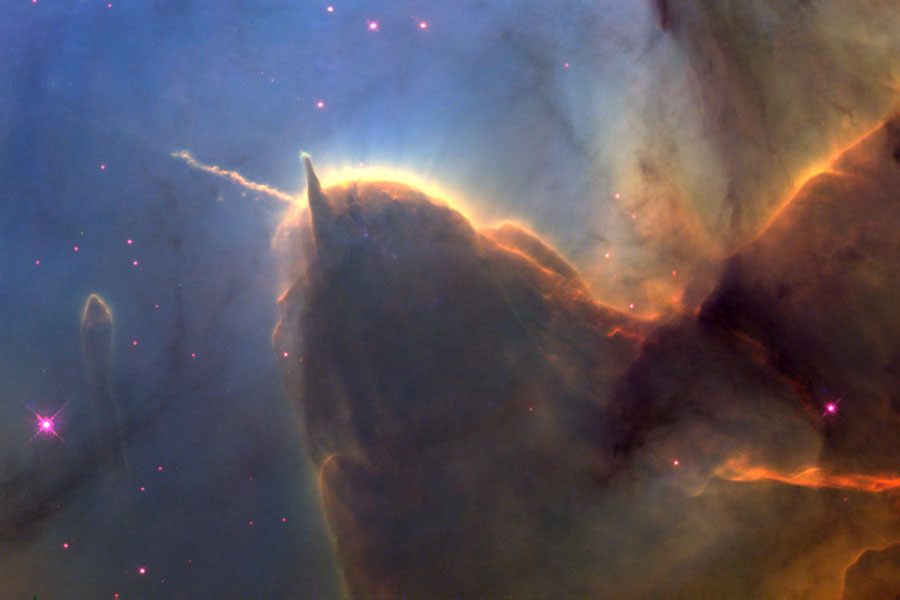
Зображення з Хаббла
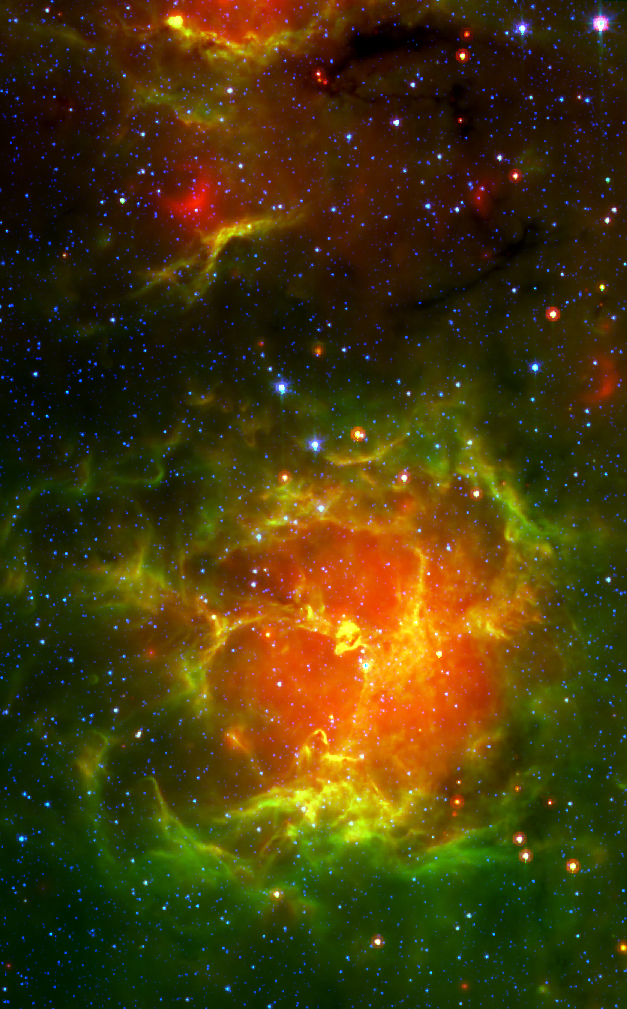
Мессьє 20 в інфрачервоному, фото з космічного телескопа Спітцер
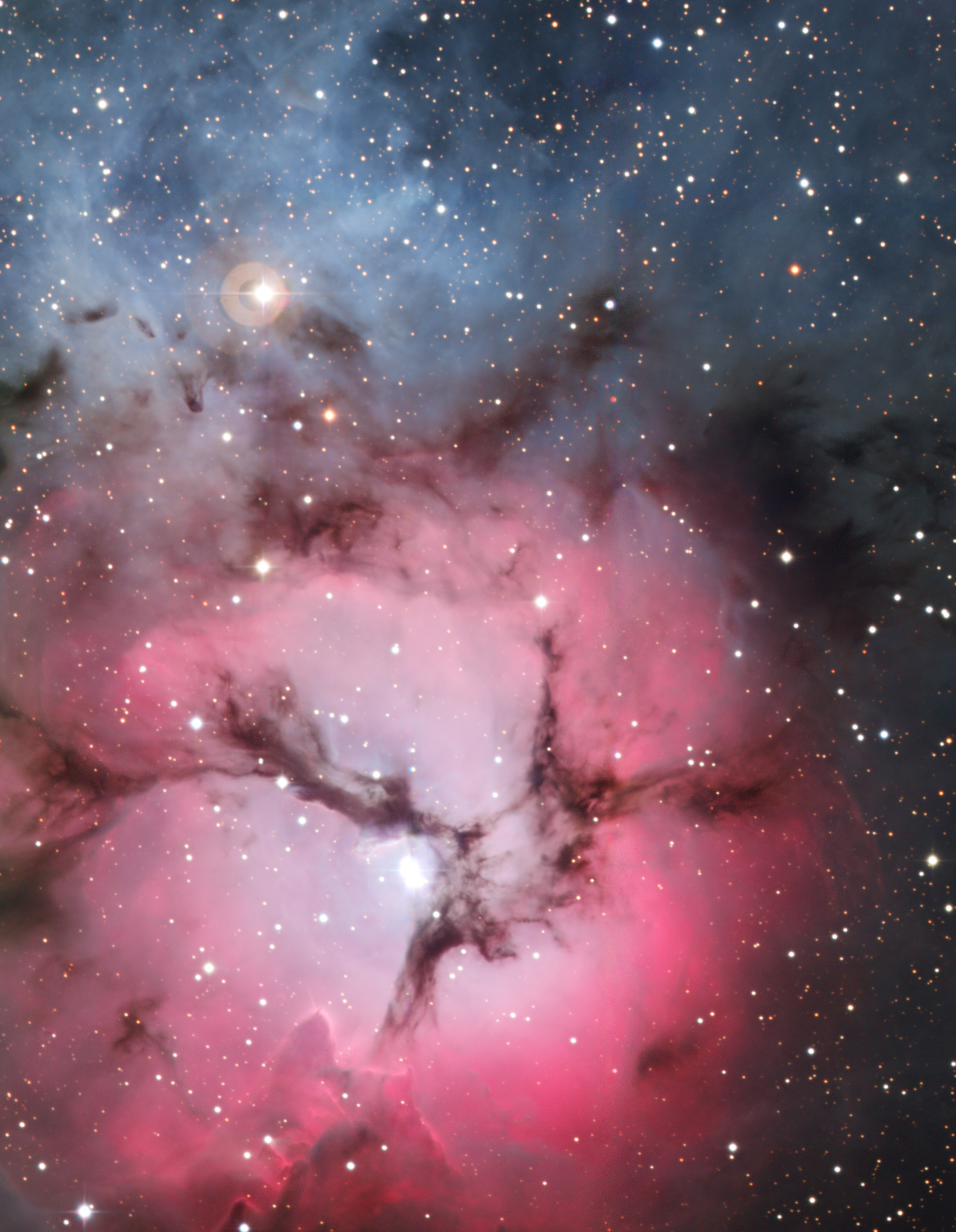
Трироздільна туманність є рідкісним поєднанням трьох типів туманностей. Фото: ESO
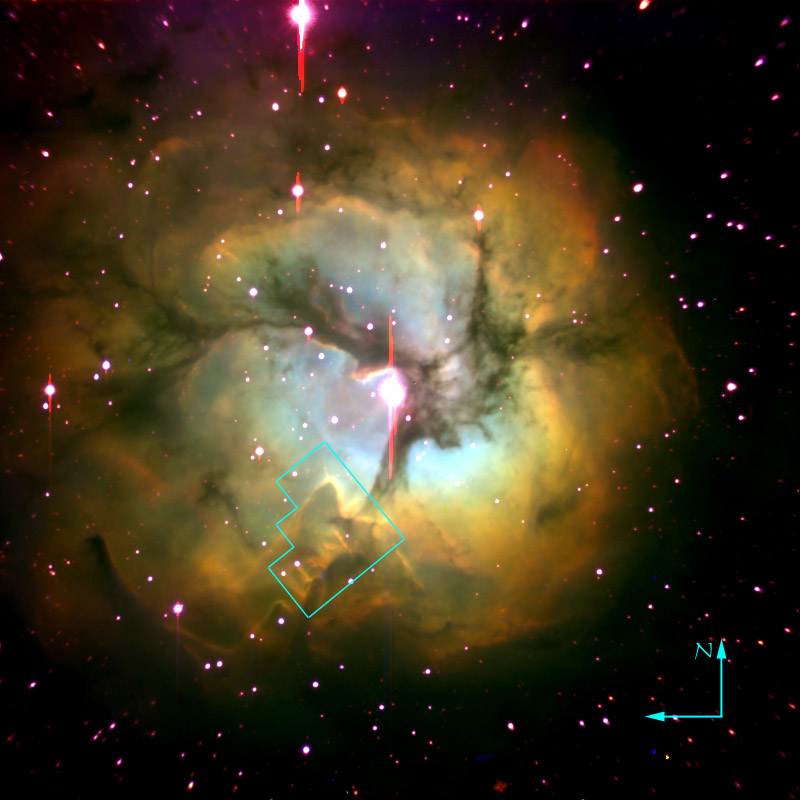
Фото Паломарської Обсерваторії в псевдокольорах в лініях випромінювання йонізованих водню, сірки, і кисню (виділена ділянка показана праворуч)
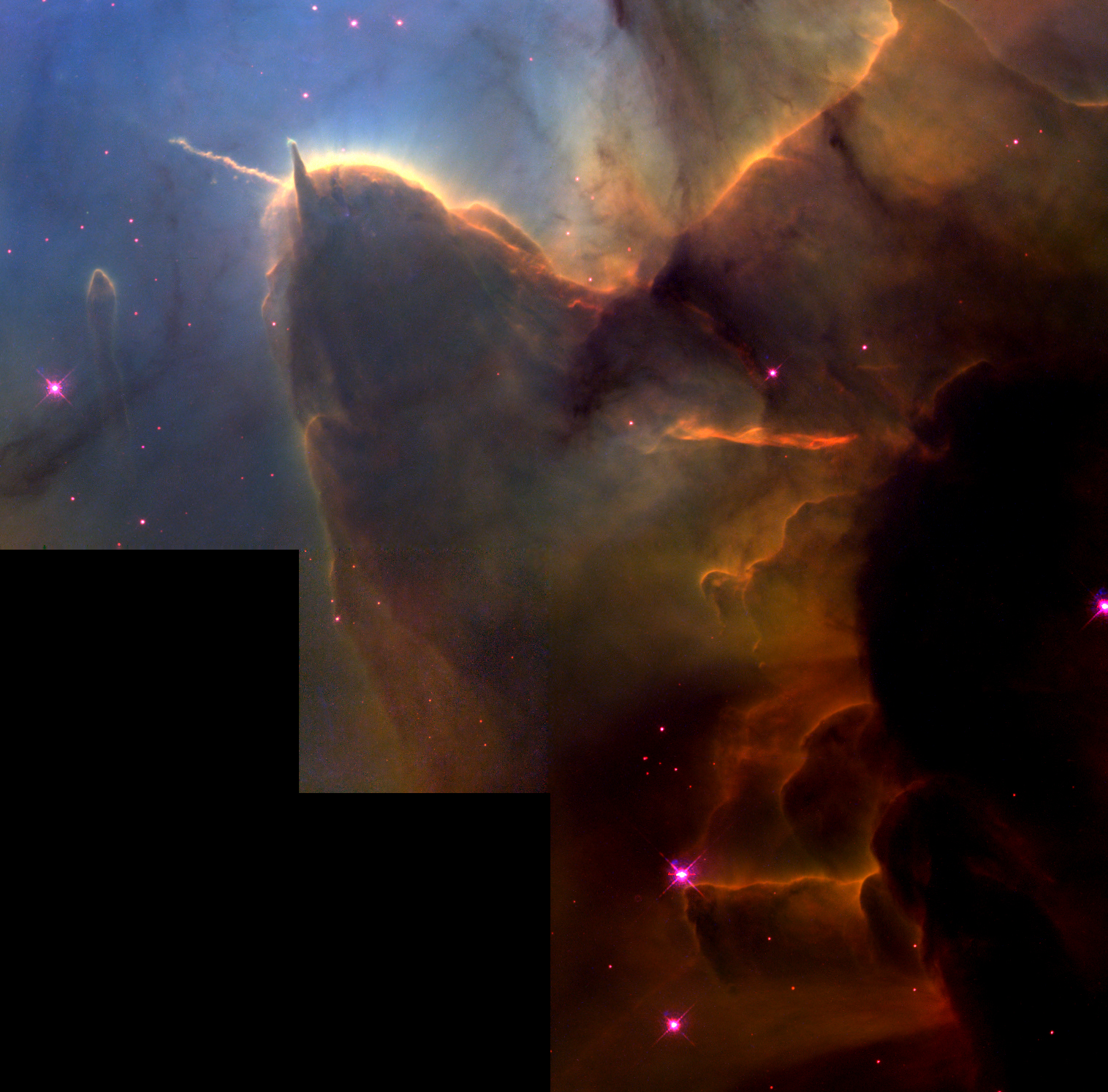
Фото телескопу Хаббл в псевдокольорах, в лініях випромінювання йонізованих водню, сірки, і кисню

## У літературі
- Туманність під ім'ям Тріфід згадана в романі Сергія Сухінова «Лицар ордену Ллорнів» (2001), написаної за мотивами творів Е. Гамільтона. У ній розташована прихована пиловим потоком «Райдужна зірка», світло якої дарує людям безсмертя. Планета вівтар цієї зірки — батьківщина рас Других, Третіх і Четвертих людей.